# Tvar
Tvar (eng. substance, fra- matière, matière baryonique) je pojavni vid materije koji se očituje kao određena masa i obujam, tj. organizirani skup čestica. Tvar treba razlikovati od energije i valova.
U tvar spadaju elementarne čestice kvarkovi i leptoni te nukleoni, atomske jezgre, atomi, molekule, spojevi, smjese, kristali i ostale tvorbe koje nastaju vezanjem kvarkova i leptona. U tvari ne pripadaju baždarne čestice koje su prijenosnici zračenja, nego su obuhvaćene pojmom materije.